# Tegelstrand en Vassviken
Tegelstrand en Vassviken (Zweeds: Tegelstrand och Vassviken) is een småort in de gemeente Tanum in het landschap Bohuslän en de provincie Västra Götalands län in Zweden. Het småort heeft 90 inwoners (2005) en een oppervlakte van 50 hectare. Eigenlijk bestaat het småort uit twee verschillende plaatsen: Tegelstrand en Vassviken.